# Naked News

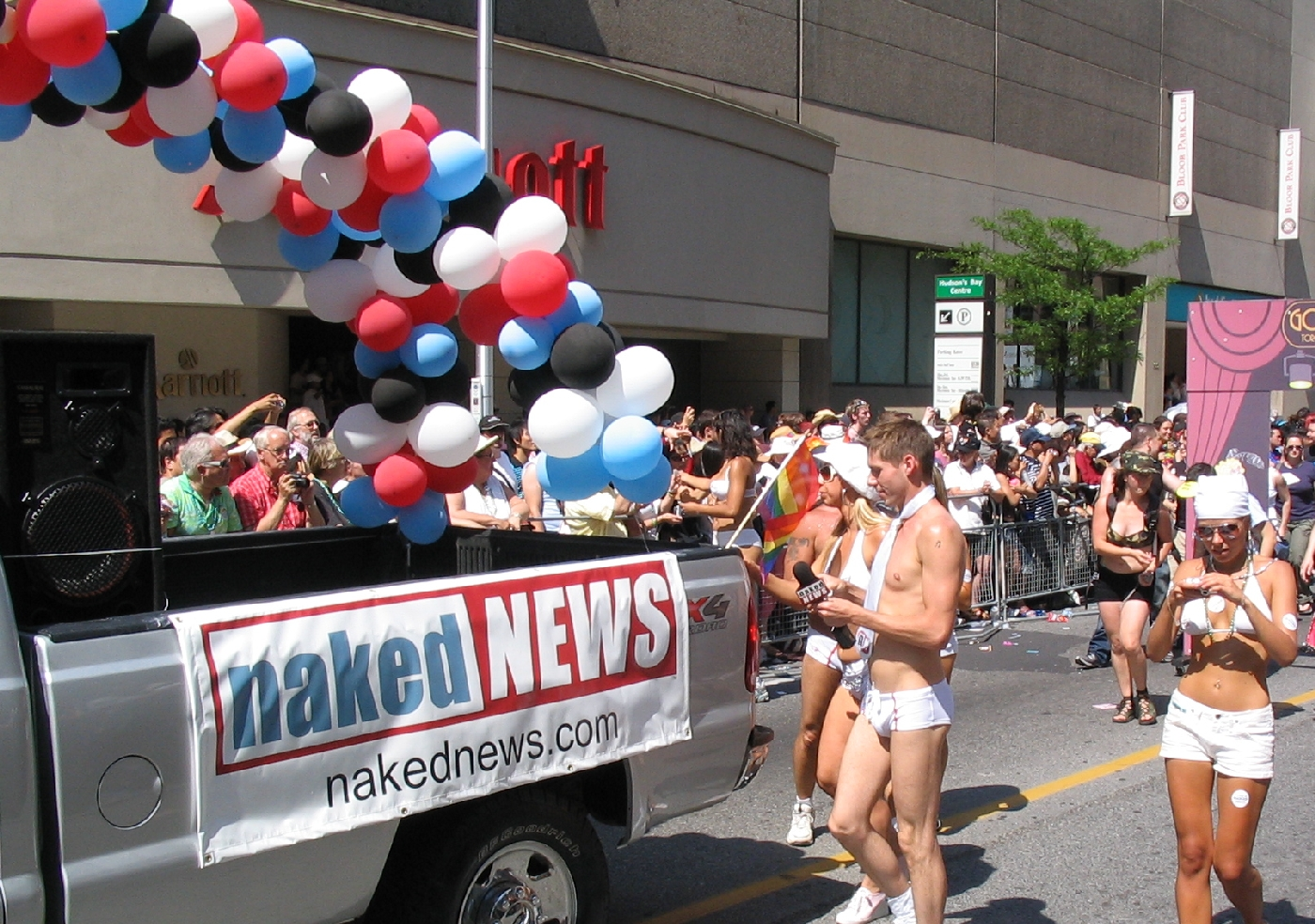
Naked News vid Toronto Pride Parade 2007

Naked News är ett kanadensiskt nyhetsprogram som marknadsför sig som programmet som "inte har något att dölja". I programmet, som sänds sex gånger per vecka, presenteras de dagliga nyheterna av en naken programvärd. Programmet sänds från Toronto, Kanada.

## Historik
Programmet grundades av Fernando Pereira och Kirby Stasyna och hade premiär i juni år 2000. I början hade programmet bara ett nyhetsankare Victoria Sinclair. Hon är fortfarande en av nyhetsuppläsarna, men numera finns också flera andra samt även "gäst-nyhetsankare". 